# Laure Albin Guillot
Laure Albin Guillot, geborene Meifredy (* 15. Februar 1879; † 22. Februar 1962) war eine französische Fotografin. Neben Porträts von Pariser Berühmtheiten deckte ihre Arbeit ein weites Spektrum an Genres ab und sie hatte eine Vielzahl von hochrangigen Positionen inne.

## Leben
Geboren als Laure Meifredy in Paris, besuchte sie das Lycée Molière im 16. Arrondissement. 1897 heiratete sie Dr. Albin Guillot, einen Spezialisten für Mikroskopie. Sie arbeitete von zu Hause aus in ihrem Atelier in der Rue du Ranelagh, ihre ersten Fotografien wurden in der französischen Ausgabe der Vogue 1922 veröffentlicht. Im selben Jahr gewann sie eine Goldmedaille in einem Wettbewerb, welcher von der Revue Francaise de Photographie gesponsert wurde. Von 1924 bis 1950 nahm sie regelmäßig am Salon international de photographie und am Salon des artistes décorateurs teil. Sie hatte ihre erste Einzelausstellung mit vierzig Drucken in der Pariser Société du Salon d’Automne 1925. Die Werke, die sie 1925 im Zuge der Exposition internationale des Arts Décoratifs et industriels modernes ausstellte, waren in erster Linie mit ihrem Namen Laure Albin Guillot signiert und ebneten so den Weg zu ihrem späteren Erfolg.
Nachdem ihr Ehemann 1929 gestorben war, zog sie in den Boulevard de Beauséjour, wo sie bedeutende zeitgenössische Künstler und Schriftsteller empfing, unter anderem Paul Valéry, Colette, Anna de Noailles und Jean Cocteau. Im Verlauf der 1930er Jahre unternahm sie umfangreiche Reisen nach Nordafrika, Spanien, Italien, Schweden und in die Vereinigten Staaten. Ihre Arbeit wurde oft von der Presse gedruckt während sie zeitgleich an Einzel- und Sammelausstellungen im In- und Ausland teilnahm.
1931 war sie die erste französische Person, welche dekorative, mikroskopische Bilder anfertigte, die sie micrographie nannte, und somit Wissenschaft und bildende Kunst miteinander kombinierte. Im gleichen Jahr wurde sie zur Präsidentin der Union féminine des carrières libérales et commerciales gewählt, eine Organisation, die sich verpflichtet fühlte, die Interessen von Frauen im Berufsleben zu verteidigen. 1932 erlangte sie einige Schlüsselpositionen im Kunst- und Kulturbereich, unter anderem wurde sie zur Direktorin für fotografische Archive bei der Direction générale des Beaux-Arts (Vorgängerorganisation des französischen Ministeriums für Kultur) bestellt, dem ersten Kurator des Cinémathèque française.
Die erste Arbeit, in der sie Fotografie und Literatur miteinander verband, wurde 1936 veröffentlicht, als sie Paul Valérys Narcisse illustrierte. Während der deutschen Besatzungszeit von 1940 bis 1944 publizierte sie weitere Werke. 1937 organisierte sie die Ausstellung Femmes artistes d'Europe. Nach dem Zweiten Weltkrieg arbeitete Albin Guillot weiter als Porträtfotografin in ihrem Atelier am Boulevard du Séjour, bis sie sich 1956 in den Ruhestand im Maison Nationale des Artistes in Nogent-sur-Marne begab. Sie starb am 22. Februar 1962 im Hôpital Saint-Antoine in Paris. Sie hinterließ 52.000 Negative und 20.000 Drucke im Archiv ihres Ateliers. Ihre Werke befinden sich heute im Besitz der Stadt Paris.

## Stil
Laure Albin Guillots ausgestellte Werke der 1920er Jahre zeigen einen klassischen Zugang zum französischen Stil und kein Anpassen an die avantgardistischen Trends dieser Zeit. Es war allerdings in den 1930er und 1940er Jahren in welchen ihr Schaffen die fotografische Szene dominierte. Sie deckte eine Vielzahl an Genres ab, von Porträts, zu Aktfotografie bis hin zu Landschaftsfotografie und Stillleben. In geringerem Umfang betätigte sie sich auch journalistisch. Laure Albin Guillot verstand es stets, neuste technologische Errungenschaften in der Fotografie federführend anzuwenden, was es ihr vereinfachte, ihre Werke in den verschiedensten Publikationen unterzubringen.

## Illustrierte Werke
Laure Albin Guillot illustrierte die folgenden Werke:
- Paul Valéry: Narcisse (1936)
- Paul Valéry: La Cantate du Narcisse (1941)
- Paul Valéry: Arbres (1943)
- Pierre Louÿs: Les Douze Chansons de Bilitis (1937)
- Henry de Montherlant: La Déesse Cypris (1946)
- Illustrations pour les Préludes de Claude Debussy (1948)

## Ausstellungen
- Laure Albin Guillot (1879–1962) l'enjeu classique, 26 February – 12 May 2013, Jeu de Paume, Paris

## Auszeichnungen
- 1922: Médaille d'or (gold medal), Revue française de photographie.[8]